# لوكا بوناجيتش
لوكا بوناجيتش (بالكرواتية: Luka Bonačić) (و. 1955  م) هو لاعب كرة قدم، ومدرب كرة قدم، من كرواتيا، ولد في سبليت يدرب حالياً النادي العربي القطري .

## روابط خارجية
- لوكا بوناجيتش على موقع قاعدة بيانات كرة القدم.إي يو (الإنجليزية)
- لوكا بوناجيتش على موقع بيانات كرة القدم. دي إي (الألمانية)
- لوكا بوناجيتش على موقع عالم كرة القدم.نت (الإنجليزية)